# Hubert Brabec
Hubert Artur Jan Franciszek Brabec (ur. 4 maja 1878 w Holobkau, zm. po 7 czerwca 1939) – pułkownik kawalerii Wojska Polskiego.

## Życiorys
Urodził się w miejscowości Holobkau (Holoubkov), w Czechach – ówczesnym kraju koronnym Monarchii Austro-Węgier, w rodzinie Jana i Olgi z domu Pstrosa.
Jesienią 1898 rozpoczął zawodową służbę w cesarskiej i królewskiej Armii. Został wcielony do 13 Galicyjskiego Pułku Ułanów, który stacjonował w Złoczowie i Brodach. W latach 1902–1904 był słuchaczem Wojskowej Szkoły Instruktorów Jazdy Konnej w Wiedniu. W 1912 został przeniesiony do Galicyjskiego Pułku Ułanów Nr 3 w Krakowie. W szeregach tego oddziału wziął udział w mobilizacji sił zbrojnych Monarchii Austro-Węgierskiej, wprowadzonej w związku z wojną na Bałkanach, a następnie walczył na frontach I wojny światowej. W czasie służby w c. i k. Armii awansował na kolejne stopnie w korpusie oficerów kawalerii: porucznika (1 września 1898), nadporucznika (1 listopada 1913), rotmistrza (1 listopada 1912) i majora (1 maja 1918).
25 maja 1919 został przyjęty do Wojska Polskiego z zatwierdzeniem posiadanego stopnia majora i odkomenderowany do Sekcji Remontowej Ministerstwa Spraw Wojskowych. 11 czerwca 1920 został zatwierdzony z dniem 1 kwietnia 1920 w stopniu podpułkownika, w kawalerii, w grupie oficerów byłej armii austriacko-węgierskiej. Był wówczas prezesem Komisji Remontowej Dowództwa Okręgu Generalnego Kraków. 1 czerwca 1921 nadal kierował pracami Komisji Remontowej w Krakowie, a jego oddziałem macierzystym był 8 Pułk Ułanów Księcia Józefa Poniatowskiego. 3 maja 1922 został zweryfikowany w stopniu podpułkownika ze starszeństwem z 1 czerwca 1919 i 9. lokatą w korpusie oficerów jazdy. W latach 1923–1924 był przydzielony do Centralnej Szkoły Kawalerii w Grudziądzu. 1 grudnia 1924 został mianowany pułkownikiem ze starszeństwem z 15 sierpnia 1924 i 5. lokatą w korpusie oficerów kawalerii. Później został przeniesiony na stanowisko przewodniczącego Komisji Remontowej Nr 4 w Poznaniu. Z dniem 31 maja 1927 został przeniesiony w stan spoczynku. W 1934, jako oficer stanu spoczynku pozostawał w ewidencji Powiatowej Komendy Uzupełnień Poznań Miasto. Posiadał przydział do Oficerskiej Kadry Okręgowej Nr VII. Był wówczas „przewidziany do użycia w czasie wojny”. W Poznaniu przebywał do wybuchu II wojny światowej. Założył Wielkopolski Klub Jeździecki.
23 stycznia 1912 w Brodach ożenił się z Marią Anną Stanisławą z Sołtysików (ur. 26 czerwca 1885 w Brodach), z którą miał trzech synów: Eryka (ur. 13 października 1916 w Lenstadt, zm. 16 marca 1996), Romana (ur. 1 stycznia 1927 w Grudziądzu) i Witolda Kazimierza Huberta Stanisława (ur. 4 marca 1929 w Poznaniu).

## Ordery i odznaczenia
- Złoty Krzyż Zasługi – 7 czerwca 1939 „za zasługi na polu pracy społecznej”[27]

W czasie służby w c. i k. Armii otrzymał:
- Order Korony Żelaznej 3. klasy z dekoracją wojenną i mieczami
- Krzyż Zasługi Wojskowej 3 klasy z dekoracją wojenną i mieczami
- Srebrny Medal Zasługi Wojskowej z mieczami na wstążce Krzyża Zasługi Wojskowej
- Brązowy Medal Zasługi Wojskowej z mieczami na wstążce Krzyża Zasługi Wojskowej[11]
- Brązowy Medal Zasługi Wojskowej na czerwonej wstążce[7]
- Brązowy Medal Jubileuszowy Pamiątkowy dla Sił Zbrojnych i Żandarmerii[7]
- Krzyż Jubileuszowy Wojskowy[7]
- Krzyż Pamiątkowy Mobilizacji 1912–1913[8]